# Jekyll & Hyde (álbum)
Jekyll & Hyde es el último álbum de estudio de la banda de rock cristiano Petra. Fue lanzado en 2003 por Inpop Records. La música tiene un sonido de rock pesado y metal progresivo que ha sido comparado con Poison, Dio, y Queensrÿche. El título del álbum está basado en la novela de Robert Louis Stevenson, El extraño caso del doctor Jekyll y el señor Hyde, debido a las situaciones que presenta en cuanto al pecado y la tentación.

## Trasfondo

### Concepto y composición
Tras el lanzamiento de Revival, el tercer álbum de alabanza de la banda y el primero con Inpop, John Schlitt dijo que los fanáticos comenzaron a enviar mensajes de correo electrónico a la disquera pidiendoles un álbum de puro rock. Inpop estuvo de acuerdo con la idea y comenzaron a trabajar en un segundo álbum juntos.
Schlitt ha dicho que la disquera motivó al fundador de Petra, guitarrista y principal compositor Bob Hartman a "escribir esas canciones que escribías. No trates de escribir de esta forma o tratar de ser como esto otro. Solo sé tú", lo cual motivó a Hartman. El nuevo bajista Greg Bailey también colaboró en la composición de la canción "Would'a, Could'a, Should'a" junto a Hartman.
El concepto del álbum, y su canción titular, es una referencia a la novela de Robert Louis Stevenson, El extraño caso del doctor Jekyll y el señor Hyde. De acuerdo a Hartman, es "una mirada intrigante a la batalla interna entre el bien y el mal. Es acerca de pelear con lo que esta dentro de nosotros. Es como dijo Pablo, 'lo que quiero hacer, no lo hago; y lo que no quiero hacer, eso hago.'"
De acuerdo con Brent Handy, un ejecutivo de la industria que trabajó con Schlitt en Project Damage Control, "la banda pensaba que Jekyll & Hyde era su última oportunidad".

### Grabación
Con Schlitt y Hartman como los únicos integrantes, Greg Bailey fue contratado como bajista. Bailey colaboró en la composición de una canción y grabó los coros del álbum. Sin embargo, el productor Peter Furler, uno de los fundadores de Inpop, decidió usar a Wade Jaynes y Phil Joel, músicos de estudio, para grabar los bajos.
El álbum también incluye a Furler en la batería, reemplazando al veterano Louie Weaver. Sin embargo, el baterista temporero Justin Johnson aparece parcialmente en las fotos del álbum. Johnson estuvo de gira con la banda hasta que el baterista permanente Paul Simmons fue contratado.

## Lista de canciones
Todas las canciones fueron escritas por Bob Hartman, excepto donde se indique.
1. "Jekyll & Hyde" – 3:04
2. "All About Who You Know" – 2:35
3. "Stand" – 3:19
4. "Would'a, Should'a, Could'a" (letra y música por Hartman y Greg Bailey) – 2:58
5. "Perfect World" – 3:13
6. "Test of Time" – 3:00
7. "I Will Seek You" – 2:34
8. "Life As We Know It" – 3:27
9. "Till Everything I Do" – 3:03
10. "Sacred Trust" – 3:52

## Personal

### Petra
- John Schlitt - Voz
- Bob Hartman - Guitarra
- Greg Bailey - Coros

### Músicos invitados
- Peter Furler - Batería
- Wade Jaynes - Bajo
- Phil Joel - Bajo, coros
- Jamie Rowe - Coros

## Producción
- Peter Furler - Productor